# Медресе Шох Ахсавий
Медресе Шох Ахсавий или Медресе Шохи Ахси (узб. Shoh Axsi madrasasi) — утраченное здание медресе в Бухаре (Узбекистан), воздвигнутое в XVI веке, в эпоху правления узбекского правителя Абдулла-хана II.

## История
Медресе Шох Ахсавий было основано в XVI веке в квартале Шохи Акси в исторической части Бухары, во время правления Абдуллахана II. Строительство медресе и мечети связано с именем, Хазрат Поянд Мухаммад Шох Ахсавий, известного представителя суфийского учения Накшбандия.
Исследователь истории Бухары Абдусаттор Джуманазаров изучил несколько документов вакфа, которые относятся к истории медресе. Помимо этого было найдено несколько документов, связанных с деятельностью медресе. В одном документе упоминается, что учившийся в этом медресе Камол Хоканди сильно заболел. Главой медресе был мударрис (учитель). В каждой комнате медресе (худжра) жило по два учащихся. В другом документе говорится, что одно из пожертвований Садра Раиса Мир Бадриддина было использовано для ремонта восемь худжр на восточной стороне Медресе Шох Ахсавий.
Медресе названо в честь суфия Шох Ахсавий. Он был одним из известных представителей тариката Накшбандия, который жил в XVI веке. В 1590 году, после завершения строительства медресе Абдуллахан II, главным мударрисом назначен Шох Ахсавий. В 1601 году Шох Аксавий умер в Бухаре и был похоронен у ворот Мазари-Шариф.
В Медресе Шох Ахсавий было 12 худжр. Медресе было построено в среднеазиатском архитектурном стиле из жжёного кирпича, дерева, камня и гипса. Медресе не сохранилось до наших дней.